# Ipomoea spathulata
Ipomoea spathulata är en vindeväxtart som beskrevs av Hallier f. Ipomoea spathulata ingår i släktet praktvindor, och familjen vindeväxter. Inga underarter finns listade i Catalogue of Life.